# Stângăceaua
Stângăceaua é uma comuna romena localizada no distrito de Mehedinţi, na região de Oltênia. A comuna possui uma área de 40.24 km² e sua população era de 1467 habitantes segundo o censo de 2007.